# Troels Kløvedal
Troels Kløvedal (født Troels Beha Erichsen 2. april 1943 i København, død 23. december 2018 i Gravlev, Fuglslev Sogn, Ebeltoft) var en dansk forfatter, langturssejler og foredragsholder med base i Ebeltoft, som var kendt for sine jordomrejser med stålskibet Nordkaperen, som han sammen med to venner købte i 1967.

## Biografi
Han var søn af dyrlæge Asbjørn Beha Erichsen (1903-1971) og børnehaveleder Gurli Marie Larsen (1908-1954). Kløvedal var far til tv-værten Mikkel Beha Erichsen og filmproducer og journalist Lærke Kløvedal og bror til socialrådgiver Hanne Reintoft, direktør Lise Beha Erichsen samt tv-direktør Bjørn Erichsen og billedkunstner Minea Beha. 
Troels Kløvedal flyttede i slutningen af 1960'erne ind i Svanemølle-kollektivet, som i 1970 skiftede navn til Maos Lyst (Svanemøllevej 88, Hellerup), hvor han skiftede Beha Erichsen ud med navnet Kløvedal. Et navn, som alle medlemmerne af kollektivet tog, opkaldt efter elverfolkets rige i Tolkiens Ringenes Herre.
1974 drog han ud på sin første jordomsejling med Nordkaperen. Han havde rejst tre gange rundt om jorden og taget små og store rejser i havområder som Ægæerhavet, Atlanterhavet, Stillehavet, Polynesien, Det Kinesiske Hav og hundredvis af indonesiske øer.
I 1970'erne begyndte Kløvedal at offentliggøre sine rejseoplevelser i Danmark med foto og tekst, der senere blev efterfulgt af rejsereportager og rejsebøger. 1977 blev han gift med Maiken Junker Kløvedal, som han fik datteren Lærke Kløvedal med. 1980 blev de skilt. Derefter mødte han Ruth Hagerup Andersen, som han levede med i 15 år. De fik sammen døtrene Gurli Marie og Sille.
I 1978 udgav Kløvedal sin første bog Kærligheden, kildevandet... og det blå ocean. Siden er det blevet til 17 bøger, mange film og omkring 2.000 foredrag.
2002 blev han gift med Else Marie Meldgaard. De har sammen sønnen Asbjørn.
2010 var han fortæller og tilrettelægger i syv DR-programmer om den danske flådes historie, hvor han blandt andet interviewede dronning Margrethe.
I 2013 blev programserien "Mit Danmark" vist på TV2 Fri, hvor Troels Kløvedal rejser med Nordkaperen rundt i Danmark og fortæller om dansk historie, geografi, natur, kultur og religion.
2015 fik Kløvedal en gammel drøm opfyldt, da han sejlede Nordkaperen til Grækenland og fulgte Odysseus' rejse. Det blev til TV 2-programmet "Nordkaperen i Grækenland".
I oktober 2016 offentliggjorde Kløvedal, at han var uhelbredeligt syg af lungesygdommen bronkiektasi samt af den sjældne og aggressive sygdom ALS, der langsomt lammer kroppen.
Kløvedal modtog Ridderkorset i 2016.
Nordkaperen har sejlet sin sidste tur med Troels Kløvedal, men skibet skal sejle videre. I bogen 'Alle mine morgener på jorden' fra 2017 fortalte han, hvad der skulle ske med skibet efter hans død. Med hjælp fra Christiania-advokaten, Knud Foldschack, er det sikret, at Nordkaperen kommer til at sejle videre. Kløvedal skrev i bogen: "Jeg har testamenteret skibet til mine 5 børn og 10 unge styrmænd og -kvinder, som alle sammen har lånt Nordkaperen i en længere periode og kan gå lige ombord og sejle den".
Den 1. november 2018 åbnede Naturhistorisk Museum i Aarhus en udstilling om Troels Kløvedal, som blandt andet viser fotos, videoer og kultur- og naturhistoriske genstande, som han havde haft med sig hjem fra sine  rejser. I oktober 2019 genåbner udstillingen på M/S Museet for Søfart i Helsingør.
Troels Kløvedal døde den 23. december 2018 som følge af den uhelbredelige lungesygdom bronkiektasi og ALS.
Troels Kløvedal fik 5 børn med 4 kvinder.
- Mikkel Beha Erichsen med Marianne Kjær
- Lærke Kløvedal med Maiken Junker Kløvedal
- Gurli Marie Kløvedal og Sille Freydis Kløvedal med Ruth Hagerup Andersen
- Asbjørn Kløvedal med Else Marie Meldgaard

## Film
- Troels Kløvedal og Nordkaperen i det Indiske Ocean - Op langs Malabarkysten
- Troels Kløvedal og Nordkaperen i det Indiske Ocean - Med nord-øst monsunen til Oman
- Troels Kløvedal og Nordkaperen i det Indiske Ocean - På togt i det Røde Hav
- Troels Kløvedal og Nordkaperen i det Indiske Ocean - På togt i Andamanerhavet
- Rejsen til verdens navle

Desuden har Kløvedal haft en optræden i filmen Cirkus Ildebrand i 1995.